# Roses dans un vase de verre (Vuillard)
Pour les articles homonymes, voir Roses dans un vase de verre.
Roses dans un vase de verre est une petite peinture à l'huile d'Édouard Vuillard (1868-1940) conservée au Museum of Fine Arts de Boston (inventaire 41.107). Elle est signée  E. Vuillard en bas à gauche et mesure 37,2 × 47 cm. Elle daterait de 1919 environ.

## Description
Cette nature morte présente dans une atmosphère intimiste un petit vase de verre avec trois roses ; celle de droite, ourlée, est d'un blanc pur et capte la lumière, celle de gauche, très épanouie, est jaune d'or comme les boutons sur tige au fond au milieu. Le vase est posé sur une table de salle à manger recouverte d'une nappe blanc crème où deux serviettes ont été laissées. Celle d'en bas à droite est blanche à carreaux rouges, celle d'en haut à gauche est blanche rayée de jaune d'or. La composition est diagonale et rappelle celle des estampes japonaises prisées par Vuillard depuis les années 1890, le vase est à la pointe - en haut - du triangle formé par la table. 

## Historique
Cette œuvre a appartenu à la galerie Bernheim-Jeune de Paris (no 15285), puis à la galerie Charpentier. Celle-ci la vend en 1935 pour 28 500 francs à Édouard Jonas (1883-1961). Elle est acquise le 13 mars 1941 par le Museum of Fine Arts pour 3 500 dollars.

## Expositions
- Exposition d'œuvres des XIXe et XXe siècles, Salle de la Renaissance, Paris, 15-31 janvier 1929, cat. no 38.